# Кабіна машиніста

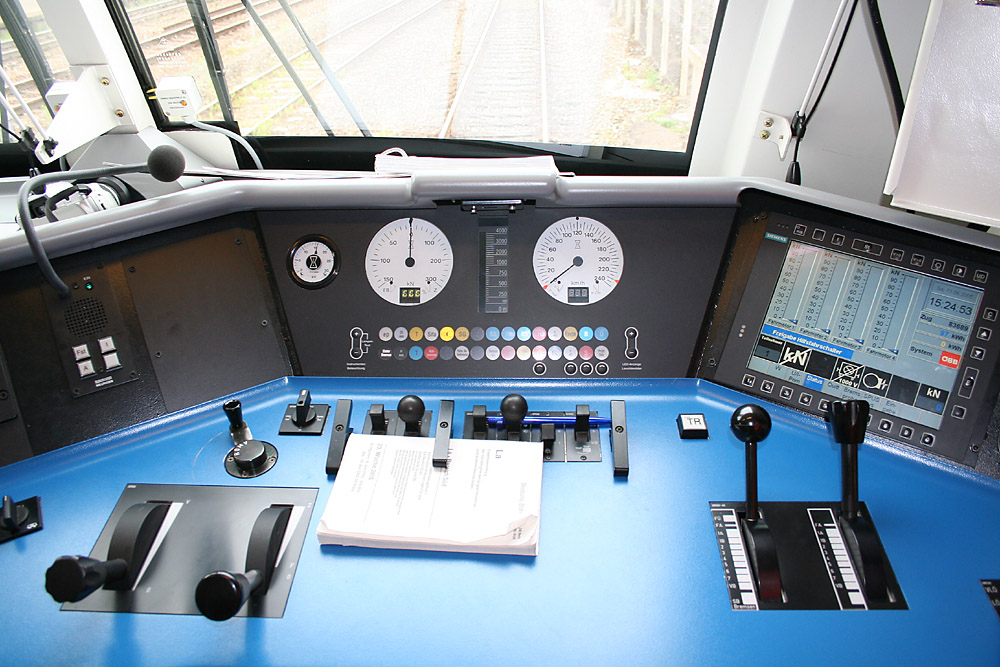
Кабіна машиніста на електровозі Siemens ES64 EuroSprinter

Кабіна машиніста — спеціальне окреме приміщення на локомотиві, яке слугує робочим місцем для локомотивної бригади. В ній розташовані органи управління, апаратура і прилади, необхідні для обслуговування силової установки (паровий котел, дизель) і для регулювання роботи двигунів (парова машина, тягові електродвигуни). На паровозах кабіну машиніста називають будкою машиніста, на моторвагонному рухомому складі — постом управління.

## Конструкція
Сучасна кабіна машиніста є одним з основних вузлів локомотива. В ній локомотивна бригада знаходиться тривалий час, тому створення для неї необхідних умов кріплення до кузова чи рами локомотива, позитивно відображається на безпеці рух залізничного транспорту та умовах роботи локомотивної бригади.